# Pique (mascota)
Pique fue la mascota de la Copa Mundial de Fútbol de 1986 organizada por México.

## Descripción
En el segundo mundial de fútbol organizado por México en 1986, y debían crear una mascota completamente diferente a Juanito. Nada más autóctono que los picantes mexicanos, así que crearon a Pique: un chile con bigote y un sombrero de mariachi y un balón de fútbol en su pie derecho. El verde picante simbolizaba todo el sabor mexicano y cuya pasión era jugar fútbol. Pique, al igual que su antecesor, Juanito; usaba los colores nacionales en su uniforme de la Selección Mexicana y siempre estaba acompañado por su pelota de fútbol. Estaba acompañado por un balón de fútbol, un gran sombrero charro y además un bigote, otra particularidad muy mexicana.